# Glikoprotein
 Nem tévesztendő össze ezekkel: peptidoglikán, proteoglikán

Egy fehérje oligoszacharid lánca

A glikoproteinek (vagy fehérjecukrok) olyan fehérjék, melyekhez kovalens kötéssel szénhidrátokhoz kapcsolódnak. Prokarióták, eukarióták, sőt vírusok is rendelkeznek rájuk jellemző glikoproteinekkel. Eukarióta sejtekben a glikoziláció (vagyis a szénhidrátok hozzákapcsolódása a fehérjéhez) a Golgi-készülék nevű sejtszervecskében történik meg. Szénhidrátok kötődhetnek szerin, treonin, hidroxilizin és hidroxiprolin aminosavakhoz O-glikozidos kötéssel, valamint aszparaginhoz N-glikozidos kötéssel. A glikolizációt glikozil-transzferáz enzimek végzik.